# Keindéni
Keindéni, également orthographié Kandéni, est une commune rurale située dans le département de Béréba de la province de Tuy dans la région des Hauts-Bassins au Burkina Faso.

## Santé et éducation
Le centre de soins le plus proche de Keindéni est le centre de santé et de promotion sociale (CSPS) de Béréba.